# 2338 Bokhan
2338 Bokhan eller 1977 QA3 är en asteroid i huvudbältet som upptäcktes den 22 augusti 1977 av den rysk-sovjetiske astronomen Nikolaj Tjernych vid Krims astrofysiska observatorium på Krim. Den har fått sitt namn efter Nadezhda Bokhan.
Asteroiden har en diameter på ungefär 11 kilometer och den tillhör asteroidgruppen Koronis.